# Powerset
Powerset（パワーセット）とは、アメリカ合衆国のシリコンバレーにあるIT企業であり、または会社が開発している検索エンジンのことである。
検索エンジンはまだ公開されていないが、現在では日本語版も開発中である。また、Powerset Labsというサービスがクローズドベータ版で公開された。

## 概要

### 検索エンジン
Powerset社が自然言語処理に基づいて開発中の検索エンジン「Powerset NATURAL LANGUAGE SEARCH」は、単語による検索だけではなく文章による質問形式で検索でき、文章の内容を人工知能が理解して、知りたい事柄だけが検索できる仕組みになっている。また一部の専門家の間では、この仕組みによる検索エンジンが未来のインターネットの世界の主流になるであろうと考えられている。このため将来は、世界で一番のシェアを誇るGoogleをもしのぐ存在になりうるとも言われている。
2008年7月マイクロソフトが買収発表した。（約1億＄）